# Classy
Classy (koreanisch 클라씨, stilisiert CLASSy oder CLASS:y) ist eine südkoreanische Girlgroup der vierten K-Pop-Generation, die 2022 durch die MBC-Realityshow My Teenage Girl gegründet wurde. Die Gruppe wird verwaltet von M25 (PocketDol Studio-Label) und Universal Music Japan. Classy besteht aus 7 Mitgliedern: Hyungseo, Chaewon, Hyeju, Riwon, Jimin, Boeun und Seonyou. Die Girlgroup debütierte am 5. Mai 2022 mit dem Mini-Album Y:Class is Over. Der offizielle Fanclub-Name lautet Clike:y.

## Geschichte

### 2022: Gründung
Der Sender MBC strahlte vom 28. November 2021 bis 27. Februar 2022 die Reality-Wettbewerbsshow My Teenage Girl aus. Ziel der Show war die Neugründung einer 7-köpfigen Girlgroup. An der Show nahmen 83 Bewerberinnen aus verschiedenen Ländern teil. Beim Finale am 27. Februar 2022 wurden die Mitglieder ermittelt. Der Name Classy wurde von den Zuschauern über die Website Naver vorgeschlagen und von M25 bestätigt.

## Mitglieder
| Name          | Geburtsname            | Geburtstag (Alter)     | Geburtsort          | Position                      |
| ------------- | ---------------------- | ---------------------- | ------------------- | ----------------------------- |
| Hyungseo 흉서 | Myung Hyung-seo 명형서 | 25. Juni 2001 (23)     | Suwon               | Vocal                         |
| Chaewon 채원  | Yoon Chae-won 윤채원   | 4. Juni 2003 (21)      | Deokpung-dong       | Vocal                         |
| Hyeju 혜주    | Hong Hye-ju 홍혜주     | 9. Dezember 2003 (21)  | Seoul               | Team leader Vocal, Dance, Rap |
| Riwon 리원    | Kim Ri-won 김리원      | 11. Januar 2007 (18)   | Sang-dong           | Vocal, Dance                  |
| Jimin 지민    | Won Ji-min 원지민      | 25. November 2007 (17) | Bangokgwanseol-dong | Vocal                         |
| Boeun 버운    | Park Bo-eun 박보은     | 11. Februar 2008 (17)  | Busan               | Vocal                         |
| Seonyou 선유  | Kim Seon-you 김선유    | 20. März 2008 (16)     | Gangneung           | Vocal, Dance, Rap             |

## Diskografie

### EPs
| Jahr | Titel Musiklabel                       | Höchstplatzierung, Gesamtwochen, AuszeichnungChartsChartplatzierungen (Jahr, Titel, Musiklabel, Platzierungen, Wochen, Auszeichnungen, Anmerkungen) | Anmerkungen                             |
| Jahr | Titel Musiklabel                       | KR | Anmerkungen                             |
| ---- | -------------------------------------- | --- | --------------------------------------- |
| 2022 | Class Is Over M25, Kakao Entertainment | KR7 (7 Wo.)KR | Erstveröffentlichung: 5. Mai 2022       |
| 2022 | Lives Across M25, Interpark            | KR25 (6 Wo.)KR | Erstveröffentlichung: 26. Mai 2022      |
| 2022 | Day & Night M25, Kakao Entertainment   | KR19 (5 Wo.)KR | Erstveröffentlichung: 26. Oktober 2022  |
| 2024 | Love XX M25, Kakao Entertainment       | KR10 (2 Wo.)KR | Erstveröffentlichung: 15. November 2024 |

### Singles
| Jahr               | Titel Album                      | Höchstplatzierung, Gesamtwochen, AuszeichnungChartsChartplatzierungen (Jahr, Titel, Album, Platzierungen, Wochen, Auszeichnungen, Anmerkungen) | Anmerkungen                            |
| Jahr               | Titel Album                      | JP | Anmerkungen                            |
| ------------------ | -------------------------------- | --- | -------------------------------------- |
| Japanische Singles |                                  | |                                        |
|                    |                                  | |                                        |
| 2022               | Shut Down (Japanische Version) – | JP24 (3 Wo.)JP | Erstveröffentlichung: 19. Juni 2022    |
| 2023               | Target –                         | JP20 (1 Wo.)JP | Erstveröffentlichung: 22. Februar 2023 |
| 2023               | Crack-Crack-Crackle –            | — | Erstveröffentlichung: 2023             |

Koreanische Singles
- 2022: Shut Down
- 2022: Classy
- 2022: Surprise
- 2022: Tick Tick Boom
- 2022: Zealous
- 2023: My Love
- 2023: Winter Bloom
- 2024: Psycho and Beautiful

## Filmografie
- 2022: My Teenage Girl[6]
- 2022: Class:y's World
- 2022: Class:y's Lab
- 2023: Dancing Dol Stage: Season 2
- 2023: The Next – Battle of The K-Pop Girl Groups[7]